# Västra Finlands läns vapen
Västra Finlands läns vapen fastställdes 1997 för Västra Finlands län i samband med att länet bildades och upphörde med utgången av år 2009, då Finlands indelning i län avskaffades. 
Vapnet var sammanställt av vapnen för de historiska landskapen Egentliga Finland (hjälmen), Satakunda (björnen) och Österbotten (en heraldisk förkortning av dess vapen, som egentligen innehåller sex hermeliner). Ovanpå skölden fanns en hertiglig rangkrona.